# Beatrix von Storch

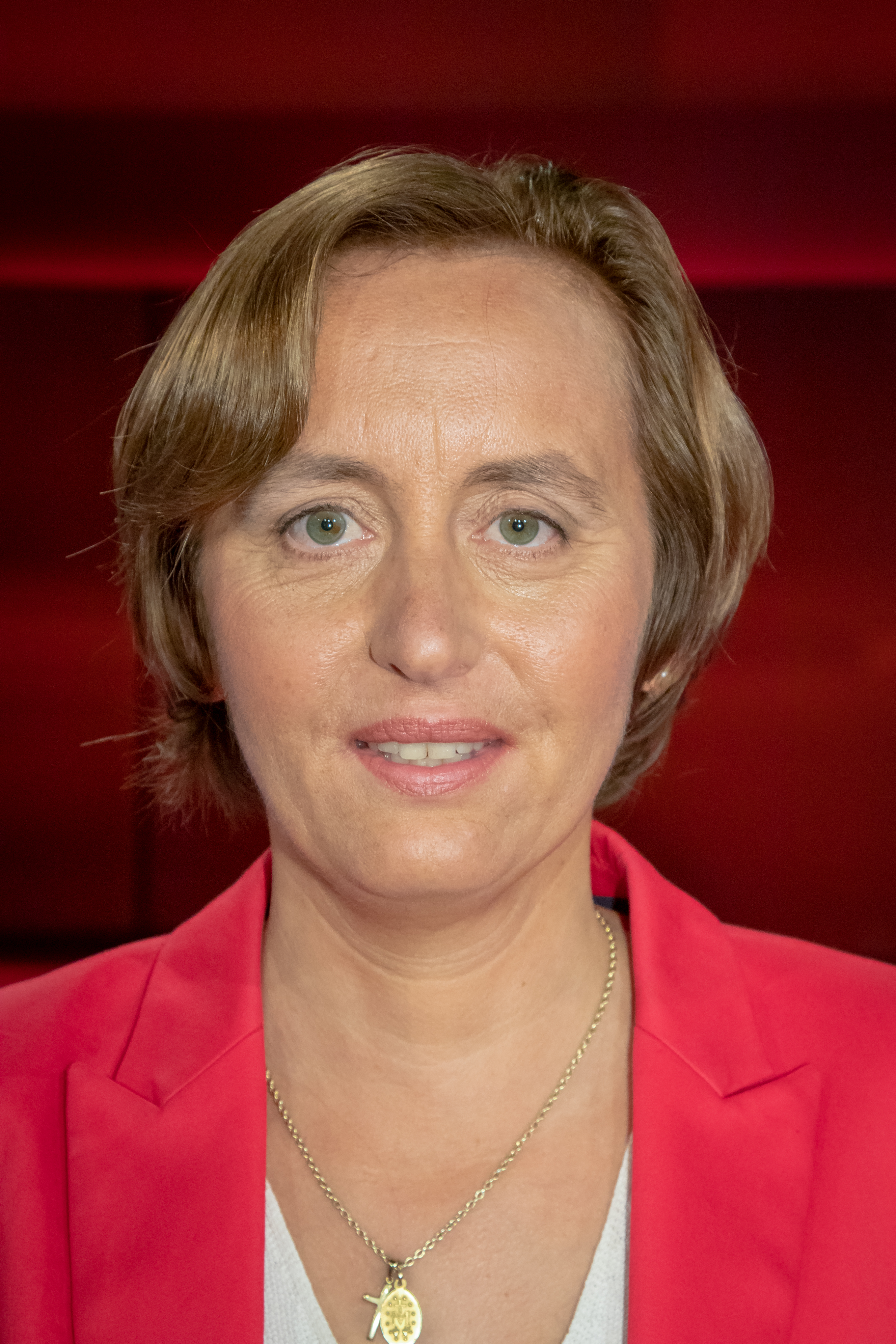
Beatrix von Storch (2019)

Beatrix Amelie Ehrengard Eilika von Storch, geborene Herzogin von Oldenburg (* 27. Mai 1971 in Lübeck), ist eine deutsche Politikerin (AfD) und Rechtsanwältin. Sie war von Dezember 2019 bis Juni 2022 stellvertretende Bundessprecherin ihrer Partei. Bei der Bundestagswahl 2017 über die Landesliste der AfD Berlin in den Bundestag gewählt, ist sie seit Oktober 2017 eine der stellvertretenden Fraktionsvorsitzenden der AfD-Bundestagsfraktion. Von 2014 bis 2017 war sie Mitglied des Europäischen Parlaments und dort von April 2016 bis 2017 Mitglied der rechtspopulistischen Anti-EU-Fraktion Europa der Freiheit und der direkten Demokratie (EFDD). Von Januar 2016 bis November 2017 agierte sie ferner ohne Legitimation durch eine gültige Wahl als eine von zwei Landesvorsitzenden der Berliner AfD; seither ist sie eine von drei stellvertretenden Landesvorsitzenden. Sie gehört dem rechtskonservativen Parteiflügel innerhalb der rechtsextremen AfD an. Zudem ist sie Antisemitismusbeauftragte der Bundestagsfraktion der AfD.
Gemeinsam mit ihrem Mann Sven von Storch ist sie in teilweise selbst initiierten und gesteuerten rechten Politiknetzwerken aktiv; sie gilt als Lobbyistin.

## Familie
Beatrix von Storch ist die älteste Tochter des Bauingenieurs Huno Herzog von Oldenburg (* 1940) und seiner Frau Felicitas geb. Gräfin Schwerin von Krosigk. Sie wuchs mit ihrer Schwester Sophie (* 1972) in der Gemeinde Kisdorf im schleswig-holsteinischen Kreis Segeberg auf.
Der Großvater väterlicherseits war der letzte Erbgroßherzog Nikolaus von Oldenburg, Mitglied der NSDAP und der SA. Ihr Großvater mütterlicherseits war Johann Ludwig Graf Schwerin von Krosigk, der 1932–1945 als Reichsfinanzminister amtierte und 1949 im Wilhelmstraßen-Prozess zu zehn Jahren Haft als Kriegsverbrecher verurteilt wurde.
Seit Oktober 2010 ist sie mit Sven von Storch verheiratet. Das Paar hat keine Kinder. Von Storch ist evangelisch.

## Ausbildung und Beruf
Nach dem Abitur am Gymnasium Kaltenkirchen 1990 und einer Ausbildung zur Bankkauffrau in Hamburg studierte sie Rechtswissenschaften an der Ruprecht-Karls-Universität Heidelberg und der Universität Lausanne. Die Erste Juristische Staatsprüfung absolvierte sie in Heidelberg, das Referendariat in Brandenburg. Seit 1998 lebt sie in Berlin. Nach dem Zweiten Staatsexamen 2001 wurde sie als Rechtsanwältin zugelassen und spezialisierte sich auf Insolvenzrecht. 2008 arbeitete sie für die Wirtschaftskanzlei Voigt & Scheid Rechtsanwälte und nach deren Auflösung zum 1. Januar 2009 in der Kanzlei Voigt Salus. 2011 gab sie laut einem Tagesspiegel-Bericht ihre Arbeit als Anwältin für Insolvenzrecht auf, um sich ihren politischen Aktivitäten in vollem Umfang widmen zu können.

## Netzwerkaktivitäten und Lobbyismus
Von Storch ist seit Mitte der 1990er Jahre politisch aktiv. Für ihren Einfluss auf die Politik nutzt sie ein konservatives Netzwerk aus Vereinen und Initiativen, die von ihr und ihrem Ehemann Sven gegründet wurden und geleitet werden. Dazu gehören insbesondere der Göttinger Kreis, die Zivile Koalition e. V., der BürgerKonvent sowie die Internet-Präsenzen FreieWelt.net und Abgeordneten-Check.de. In der Öffentlichkeit wird sie verschiedentlich als Lobbyistin wahrgenommen.
Von Storch ist Autorin der Zeitschrift eigentümlich frei und Mitglied der Friedrich A. von Hayek-Gesellschaft, welche sie jedoch Anfang 2016 zum Austritt aufforderte.

### „Göttinger Kreis“ und „Allianz für den Rechtsstaat“
Von Storch ist Mitbegründerin des Vereins Göttinger Kreis – Studenten für den Rechtsstaat e. V., der sich für eine Wiedergutmachung der Vertreibungen und Enteignungen durch die Boden- und Industriereform in der Sowjetischen Besatzungszone einsetzt. Der Verein organisierte verschiedene Veranstaltungen unter anderem mit Michail Gorbatschow. Die von ihr geführte Allianz für den Rechtsstaat fordert ebenfalls die Rückgabe des Bodenreformlandes an die vorherigen Eigentümer. Sowohl Storch selbst als auch der Verein hat Verbindungen zur Brasilianischen Gesellschaft zur Verteidigung von Tradition, Familie und Privateigentum.

### BürgerKonvent
Beatrix von Storch war unter anderem zusammen mit Vera Lengsfeld Vorstandsmitglied des überparteilichen Vereins Bürgerkonvent. Der Verein wurde im Mai 2015 aufgelöst. Laut Satzung hatte der Verein das Ziel, „durch staatsbürgerliche Bildung die Mitwirkung an der politischen Willensbildung der Bevölkerung zu fördern“ und zur „Verbesserung der Zukunftsfähigkeit der Gesellschaft in Deutschland und Europa“ beizutragen. Führende Gründungsmitglieder waren der Bonner Politologe Gerd Langguth und der Sozialwissenschaftler und Publizist Meinhard Miegel.

### Zivile Koalition
Von Storch war 2005 Mitgründerin und ist seitdem Erste Vorsitzende, Sprecherin und Schriftführerin des Zivile Koalition e. V. Laut einem Bericht der Frankfurter Allgemeinen Zeitung entstammen alle sieben Gründungsmitglieder der eigenen Familie, ihr Mann Sven ist Zweiter Vorsitzender und Kassenführer. Der Verein versteht sich als ein Zusammenschluss von Bürgern, die sich für mehr zivilgesellschaftliches Engagement einsetzen und ihre gemeinsamen Interessen gegenüber Regierungen und Parlamenten vertreten. Zum Netzwerk gehören der Blog Die Freie Welt, deren Herausgeber ihr Mann Sven ist und für dessen Öffentlichkeitsarbeit Beatrix von Storch zuständig ist, sowie auch das Institut für Strategische Studien (ISSB) und die Allianz für den Rechtsstaat und Initiative Familienschutz.
Die Zivile Koalition initiierte und organisierte eine Sammelklage von über 5000 Bürgern vor dem Europäischen Gerichtshof (EuGH) gegen den Ankauf von Staatsanleihen verschuldeter EU-Länder durch die Europäische Zentralbank (EZB).
Das Handelsblatt bezeichnete die Zivile Koalition 2012 als ein Protest-Unternehmen, das sich einem konservativen Weltbild verpflichtet fühlt.
Entsprechend einem im Cicero erschienenen Artikel spielt von Storch über die Zivile Koalition – mit 14 Angestellten (Stand 2013) als Hauptstütze des von ihr organisierten Widerstands gegen den Euro-Rettungskurs – eine wichtige Rolle „im konservativen Lager außerhalb der Union“. Sie verfüge über „knapp hunderttausend“ Unterstützer. Angeschlossen sei auch die Initiative Familienschutz, die unter anderem für das Betreuungsgeld und gegen die gleichgeschlechtliche Ehe eintrete. Diese Angaben werden allerdings immer wieder in Zweifel gezogen. Laut einem Bericht des Tagesspiegels besteht der Verein ausschließlich aus Familienangehörigen, die Zahl der Unterstützer liege weit unter den angegebenen 100.000.
Laut Einschätzung von Andreas Kemper ist die Zivile Koalition „die politisch wirksamste christlich-fundamentalistische Kraft in der AfD“.

### Vorwurf privater Nutzung von Spendengeldern
Eine Woche vor der Bundestagswahl im September 2013 berichtete die Welt am Sonntag, dass ihr vorliegende Dokumente, Aussagen und eidesstattliche Versicherungen eine Finanzierung privater Ausgaben der von Storchs durch Spendengelder des Zivile Koalition e. V. nahelegten. Danach habe Sven von Storch im Jahr 2012 innerhalb weniger Wochen 98.000 Euro in bar in sieben gleich hohen Tranchen von einem Vereinskonto abgehoben, für deren Verbleib es keine Belege gebe. Zudem seien aus Geldern des Vereins mehrere Stromrechnungen für eine Wohnung der von Storchs und für „Skulpturen und Gartenartikel“ beglichen worden sowie die Miete für eine Wohnung am Kurfürstendamm. Auf einer mehrwöchigen Chile-Reise habe der dort gebürtige Sven von Storch außerdem 10.000 Euro in bar abgehoben. Fabian Leber kommentierte im Tagesspiegel: „Das Pikante daran ist, dass der Vorstand laut Vereinsregisterauszug nur aus dem Ehepaar von Storch besteht – sie ist Vorsitzende und Schriftführerin, er ihr Stellvertreter und Kassenprüfer.“
Beatrix von Storch erklärte die Barabhebung von 10.000 Euro damit, dass die Bankkarte ihres Mannes im Ausland nicht funktioniert habe. Das Darlehen sei mit vier Prozent verzinst worden. Zum Verbleib der 98.000 Euro aus dem Jahr 2012 erklärte sie wiederholt, das Geld sei wegen der Unsicherheit auf den Finanzmärkten und der Eurokrise in einem Schließfach deponiert worden. Dies habe ein Berliner Notar am 16. September 2013 testiert: „Sämtliche Belege liegen vor und werden selbstverständlich ordnungs- und fristgemäß dem zuständigen Finanzamt eingereicht.“ Sie wies alle „Vorwürfe und Mutmaßungen“ als „haltlos und nicht begründet“ zurück und sprach von einer „durchsichtigen Verleumdung“, die auf den Angaben einer ehemaligen Mitarbeiterin beruhe, der Anfang 2013 gekündigt worden sei. Es sei „bezeichnend“, dass diese Frau aktives FDP-Mitglied sei. Es handle sich um eine „Medienkampagne“.

## Politik
Von Storch war 2011 kurzzeitig Mitglied der FDP. 2013 war sie eine der 68 Hauptzeichner der Wahlalternative 2013 und trat der im selben Jahr gegründeten Partei Alternative für Deutschland (AfD) bei. Beim Bundesparteitag der AfD im Juli 2015 in Essen wurde von Storch zur stellvertretenden Bundessprecherin (Bundesvorsitzenden) gewählt. Sie erhielt 86,7 Prozent der abgegebenen Stimmen. Im Januar 2016 wurde von Storch vom Berliner Landesparteitag zur Landesvorsitzenden der AfD Berlin gewählt. Sie erhielt 189 Stimmen bei 54 Nein-Stimmen und 22 Enthaltungen. Nach Betrugsvorwürfen wegen doppelter Stimmabgaben, notarieller Neu-Auszählung sowie der Feststellung zweier Parteigerichte, dass von Storch unrechtmäßig im Amt war, erfolgte im November 2017 eine Neuwahl des Vorstandes. Der Aufforderung des Gerichts, die Parteimitglieder über die ungültige Wahl zu informieren, war von Storch bis September 2017 nicht nachgekommen. Seit dem Bundesparteitag im Dezember 2017 in Hannover ist von Storch nicht mehr stellvertretende Bundessprecherin, sondern Beisitzerin im vierzehnköpfigen Bundesvorstand. Im 19. Deutschen Bundestag war von Storch ordentliches Mitglied im Ausschuss für Inneres und Heimat, sowie stellvertretendes Mitglied im Ausschuss für Recht und Verbraucherschutz.
Beim Parteitag der AfD Berlin am 13. März 2021 unterlag Beatrix von Storch bei der Wahl zur Berliner Landesvorsitzenden Kristin Brinker im vierten Wahlgang knapp mit 120 zu 122 Stimmen.
Von Storch wendet sich gegen eine angebliche „Sexualisierung der Gesellschaft“, vertritt einen konservativen Umgang mit Geschlechterrollen sowie ein traditionelles Familienbild und lehnt die gleichgeschlechtliche Ehe ab. Sie war laut eigener Aussage eine Mitorganisatorin der gegen den Bildungsplan 2015 gerichteten „Demo für alle“ in Stuttgart und nahm im September 2014 in Berlin an der Demonstration „Marsch für das Leben“ der Lebensrechtsbewegung gegen Abtreibung und Sterbehilfe teil. Sie lehnt die Kampagne „Mach’s mit“ der Bundeszentrale für gesundheitliche Aufklärung ab, die mit Plakaten für den Gebrauch von Kondomen zur Verhinderung von ungewollten Schwangerschaften und sexuell übertragbaren Krankheiten wirbt. Laut Storch soll es stattdessen eine öffentliche Kampagne für sexuelle Enthaltsamkeit geben.
Auf dem AfD-Parteitag in Dresden im April 2021 stellte von Storch sich gegen einen von dem thüringischen AfD-Landesvorsitzenden Björn Höcke eingebrachten Vorschlag für das neue Wahlprogramm der AfD für die Bundestagswahl 2021. Höcke und dessen Seite der Partei (ehemals Der Flügel) hatten mit einer zunächst mehrheitlichen Abstimmung der AfD-Delegierten auf dem Parteitag ein sogenanntes „Migrationsmoratorium“, welches den Stopp jeglicher Zuwanderung beinhaltete, gefordert. Von Storch kritisierte dies mit den Worten: „[…] wir haben gerade beschlossen, dass Migranten, die zu uns kommen wollen, und die weniger als fünf Millionen Euro mitbringen, hier nicht mehr willkommen sind. Nur noch mit 4,5 Millionen kann man hier nicht mehr einwandern!“ Dafür erhielt von Storch eine Rüge des leitenden Präsidiums, da sie sich zunächst zur Geschäftsordnung gemeldet hatte und ihre Redezeit jedoch für ihre Kritik an Höckes Forderung verwendet hatte.
Von Storch unterstützt die Behauptung des ehemaligen US-Präsidenten Donald Trump, ihm sei 2020 die Wiederwahl gestohlen worden. Obwohl der Supreme Court Trumps Klage hierzu abgewiesen hatte, sagte von Storch zu ZDFheute, sie sei „sicher, dass die Wahlen manipuliert worden sind dort, ja“.
Im Juli 2021 traf sie den brasilianischen Präsidenten Jair Bolsonaro und dessen Sohn Eduardo Bolsonaro auf einer Auslandsreise.

### Kandidatur zur Bundestagswahl 2013
Von Storch kandidierte bei der Bundestagswahl 2013 auf Platz 2 der Landesliste Berlin und als Direktkandidatin für den Bundestagswahlkreis Berlin-Mitte; sie erhielt 3,0 % der Erststimmen.
Während des Wahlkampfes schrieb von Storch einen offenen Brief an den katholischen Erzbischof Robert Zollitsch, in dem sie sich gegen die sogenannte Homo-Ehe wandte, ein konservatives Familienbild präsentierte und dem Vorsitzenden der Deutschen Bischofskonferenz wegen dessen öffentlicher Warnung vor der AfD Amtsmissbrauch vorwarf. Günther Lachmann verurteilte in der Welt zwar die politische Einflussnahme des Erzbischofs, bezeichnete den offenen Brief Storchs jedoch als ungeeignet, von diesem „Ausrutscher“ politisch zu profitieren. Der Brief sei in seiner Wortwahl anmaßend und ein „zum Scheitern verurteilte[r] Versuch, einen Mann Gottes zu moralisieren.“ Von Storch liefere den Gegnern ihrer Partei Argumente, die die AfD „zur Strecke bringen“ könnten.

### Kandidatur zur Europawahl 2014
Am 25. Januar 2014 wurde von Storch vom AfD-Bundesparteitag in Aschaffenburg mit 142 von 282 Stimmen auf Platz vier der Liste zur Europawahl 2014 gewählt. Laut einem Bericht in der Frankfurter Allgemeinen Zeitung soll von Storch bei dieser Wahl von der parteiinternen Gruppierung Christen in der Alternative für Deutschland unterstützt worden sein, die in ihrer Grundsatzerklärung u. a. ein Abtreibungsverbot sowie ein Verbot der Sterbehilfe fordert und die Gleichstellung gleichgeschlechtlicher Lebenspartnerschaften ablehnt. Im Vorfeld dieser Nominierung hatte von Storch nach Berichten des Spiegel und der taz die angebliche Macht einer sogenannten Schwulen-Lobby angeprangert.

### Mitglied des Europäischen Parlaments

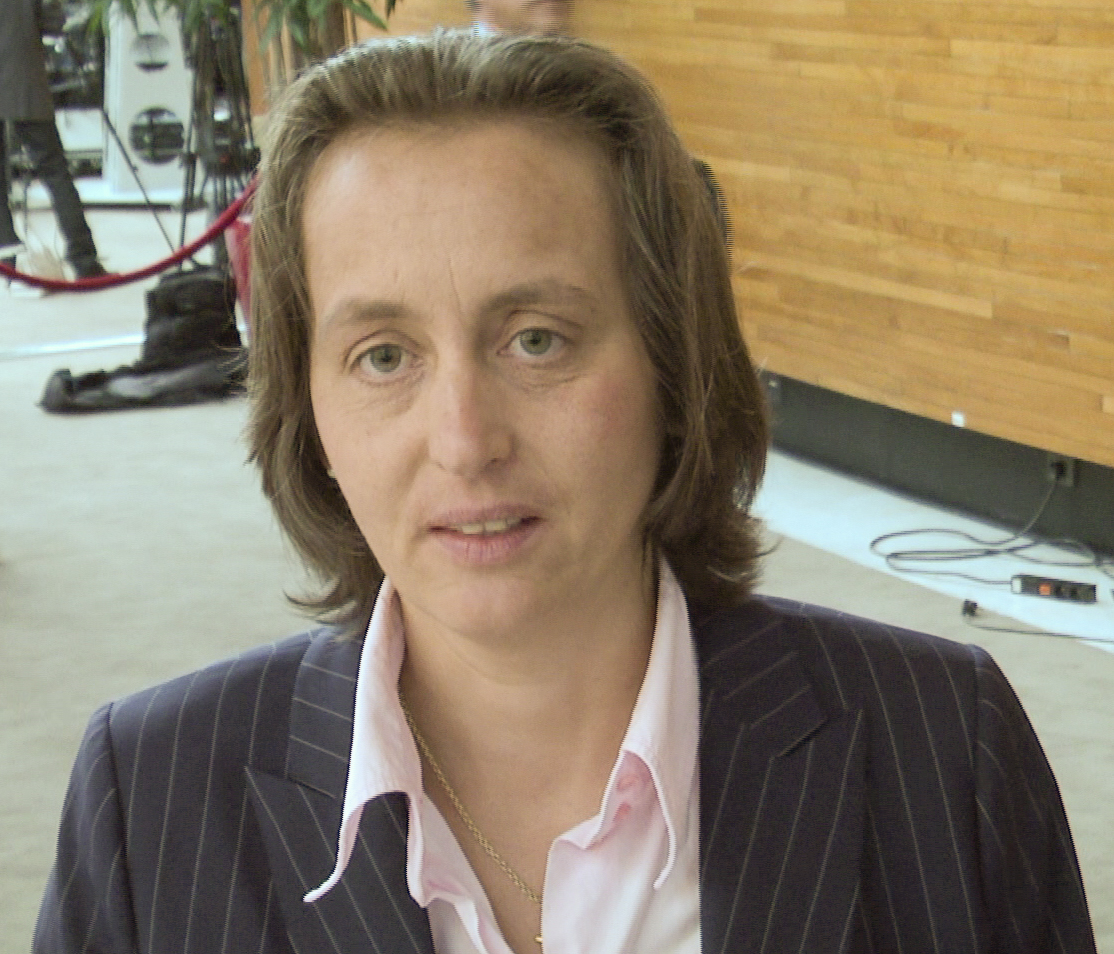
Beatrix von Storch im Europa-Parlament (2014)

Bei der Europawahl in Deutschland 2014 wurde sie als Kandidatin der AfD zum Mitglied des Europäischen Parlaments gewählt. Dort war sie Mitglied im Ausschuss für bürgerliche Freiheiten, Justiz und Inneres (LIBE) und im Ausschuss für die Rechte der Frau und die Gleichstellung der Geschlechter (FEMM) sowie Stellvertreterin im Ausschuss für Wirtschaft und Währung (ECON). Sie gehörte außerdem der Delegation im Gemischten Parlamentarischen Ausschuss EU-Chile (D-CL) und der Delegation in der Parlamentarischen Versammlung Europa-Lateinamerika (DLAT) an. 2014 kandidierte sie erfolglos für das Amt der stellvertretenden Vorsitzenden des Frauenausschusses. Sie war bis Mai 2015 parlamentarische Geschäftsführerin. Nach der Wahl beschäftigte sie den Landesvorsitzenden der AfD Mecklenburg-Vorpommern, Leif-Erik Holm, in ihrem Berliner Büro als Büroleiter.
Mit ihrer Wahl in den Bundestag gab von Storch im November 2017 ihre Mitgliedschaft im Europäischen Parlament an Jörg Meuthen ab.

### Äußerungen zur Flüchtlingssituation 2016 – Schusswaffeneinsatz gegen Flüchtlinge
In der Flüchtlingsdebatte erklärte von Storch in einem Facebook-Beitrag Ende Januar 2016, dass über Österreich nach Deutschland einreisende Menschen nach Paragraph 18, Absatz 2 des Asylgesetzes kein Recht auf Asyl hätten und man ihnen deshalb die Einreise verweigern solle. Unter Bezug auf § 11 des Gesetzes über den unmittelbaren Zwang (UZwG) folgerte sie: „Und wenn [s]ie das HALT an der Grenze nicht akzeptieren, können die Vollzugsbeamten im Grenzdienst Schusswaffen auch gegen Personen einsetzen.“ Auf Nachfrage wollte sie davon auch Frauen und Kinder nicht ausnehmen. Nach Kritik nahm sie Kinder, nicht aber Frauen von ihrer Forderung aus; gegen Kinder sei der Schusswaffeneinsatz „richtigerweise nicht zulässig“. Ihre, sowie eine ähnliche Aussage Frauke Petrys, wurden von Politikern aller anderen Parteien, Gesellschaftsvertretern und in der Medienöffentlichkeit heftig kritisiert und von der Gewerkschaft der Polizei zurückgewiesen.
Auf Kritik von Mitgliedern des AfD-Bundesvorstands, die Äußerungen Petrys und Storchs nach Angaben des Spiegels als „taktischen Fehler, gleichsam das Offenlegen der richtigen Gesinnung zum falschen Zeitpunkt“, beanstandeten, erklärte von Storch gegenüber Parteifreunden, sie habe „Mist gebaut“ und Petry „doch nur helfen wollen“. Ihre Aussage, der Beitrag sei ein „technischer Fehler“ gewesen, sie sei auf ihrer Computermaus „abgerutscht“, sorgte für Hohn und Spott im Internet. Auf Facebook dementierte von Storch mit den Worten, dass sie „die Geschichte mit der Maus“ nie gesagt habe, das sei „einfach zu dämlich“.
Nach Meinung des Staatsrechtlers Christoph Schönberger ist der Einsatz von Schusswaffen durch Polizisten an der Grenze „allenfalls theoretisch“ vorstellbar. Ein Schusswaffeneinsatz sei unverhältnismäßig, wenn eine unbewaffnete, nicht aggressive Person versuche, in die Bundesrepublik hineinzukommen. Das Gesetz habe die Konstellation vor Augen, dass eine Person sich systematisch der Kontrolle entziehe. Das gelte insbesondere bei Verbrechern oder bei Drogenkriminalität. Der bloße Schutz der Außengrenze vor der Einreise eines Flüchtlings reiche auf keinen Fall, um Schusswaffen einzusetzen.
Im Mai 2016 berichtete die Bild-Zeitung, dass von Storch wegen Morddrohungen gegen sie unter Polizeischutz stehe.

### Ausschluss aus der Europapartei ECPM und Fraktionswechsel
Von Storch gehörte seit Juli 2014 der Europapartei Europäische Christliche Politische Bewegung (ECPM) als Einzelmitglied an. Laut einem Bericht des Reformatorisch Dagblad schloss der ECPM-Vorstand im März 2016 von Storch aus der Partei aus und nannte als Gründe hierfür ihre Äußerungen zum Schusswaffengebrauch an der Grenze gegen Frauen und Kinder sowie ihre Kontakte zur FPÖ.
Einem Ausschluss aus der Fraktion der Europäischen Konservativen und Reformisten (EKR) kam von Storch durch einen Austritt zuvor. Am 8. April 2016 wechselte sie zur rechtspopulistischen Fraktion Europa der Freiheit und der direkten Demokratie (EFDD) ein.

### Einzug in den 19. Deutschen Bundestag
Für die Bundestagswahl 2017 kandidierte Storch im Bundestagswahlkreis Berlin-Mitte, in dem sie mit 7,9 % der Erststimmen den fünften Platz der Direktkandidaten erreichte, und zog über die Landesliste der AfD Berlin in den 19. Deutschen Bundestag ein.
Am 5. Oktober 2017 wurde sie zu einer von fünf stellvertretenden Vorsitzenden der AfD-Bundestagsfraktion gewählt.

### Einzug in den 20. Deutschen Bundestag
Für die Bundestagswahl 2021 kandidierte Storch im Bundestagswahlkreis Berlin-Mitte und erreicht mit 5,5 % der Erststimmen diesmal den sechsten Platz der Direktkandidaten. Über die Landesliste zog sie als Spitzenkandidatin ihrer Partei wieder in den Bundestag ein. Im 20. Deutscher Bundestag ist sie erneut zur stellvertretenden Vorsitzenden der AfD-Bundestagsfraktion gewählt worden, zudem ist sie Mitglied im Ausschuss für Digitales und stellvertretendes Mitglied in den Ausschüssen für Kultur und Medien, für Familie, Senioren, Frauen und Jugend, im Auswärtigen Ausschuss sowie in der Kinderkommission.

### Kandidatur für den 21. Deutschen Bundestag
Bei der Bundestagswahl 2025 wurde Storch erneut zur Spitzenkandidatin ihrer Partei in Berlin gewählt und trat diesmal im Bundestagswahlkreis Berlin-Lichtenberg an, den sie mit 21,9 % gegen die führende Linke Ines Schwerdtner mit 34 % der Erststimmen nicht gewinnen konnte, weshalb sie über die Landesliste ins Parlament einzog.

### Verfassungsschutz
Fünf Zitate von Storchs zählten zu einer auf Aussagen von 50 AfD-Funktionären fußenden Begründung des Bundesamtes für Verfassungsschutz (BfV) im Januar 2019, dass es „Anhaltspunkte für eine gegen die freiheitliche demokratische Grundordnung ausgerichtete Politik der AfD“ gebe. Insbesondere wird von Storch zitiert mit Darstellungen eines angeblichen Zusammenhangs zwischen islamischer Erziehung und gesteigerter Gewaltbereitschaft, Forderungen nach einer „Anti-Scharia-Gesetzgebung“ und pauschaler Überwachung von Moscheen, Pauschalisierung einer Nicht-Integrierbarkeit von Muslimen in westlich geprägte Gesellschaften und Gleichsetzungen des politischen System der Bundesrepublik mit Entwicklungen im NS-Staat. Das BfV sieht in den Zitaten Anhaltspunkte für Verletzung der Menschenwürde nach Art. 1 GG, der Religionsfreiheit nach Art. 4 GG, Forderungen zur Ausrichtung des Handels bzw. Tätigwerden des Verfassungsschutzes nicht an Recht und Gesetz, sondern an politischen Vorgaben sowie eine derartige Verächtlichmachung der politischen Verhältnisse, dass von Anhaltspunkten für Bestrebungen gegen das Demokratieprinzip ausgegangen werden könne. Auch eine daraufhin von der AfD eingerichtete Arbeitsgruppe unter Roland Hartwig kam acht Monate später zu dem Schluss, dass „8 Anhaltspunkte vom Amt nachvollziehbar aufgeführt“ seien, darunter Vorwürfe gegen von Storch.

## Politische Einordnung durch Politikwissenschaftler und Journalisten
Von Storch wird dem rechtskonservativen Flügel der Partei zugerechnet. Oskar Niedermayer bezeichnete sie als eine „Erzkonservative“ im innerparteilichen Spektrum der AfD im Bereich der Familien- und Geschlechtspolitik. David Bebnowski vom Göttinger Institut für Demokratieforschung bezeichnet von Storch als „reaktionär“. Sie sei „die radikale Kraft für die radikalen christlich-konservativen Belange“ der AfD, stehe für „restaurative Forderungen“ und gelte als „Repräsentantin“ eines „‚klassischen‘ Familienmodell[s]“, eines „militanten Antikommunismus“ und eines „nationaltümelnden Patriotismus“. Alexander Häusler bescheinigt von Storch ein „nationalistisches Verständnis von Demokratie“.
Für Kathrin Haimerl, Nachrichten-Redakteurin bei Süddeutsche.de, wird die AfD mit der „ultrakonservativen“ Storch „anschlussfähig an den äußersten rechten Rand des politischen Meinungsspektrums“.

## Kontroversen

### Rechtsstreit mit der Berliner Schaubühne
Am 15. Dezember 2015 wies das Landgericht Berlin Anträge von Storchs und Hedwig von Beverfoerdes ab, der Berliner Schaubühne am Lehniner Platz durch einstweilige Verfügung die Verwendung von Porträtfotos von ihnen in dem Stück FEAR von Falk Richter zu verbieten. „Richters Figuren“, schrieb Daniel Müller in Die Zeit, „haben in FEAR Schreckensvisionen, fallen in fieberhafte Albträume, schreien, grunzen, leiden. Im Hintergrund flirren unablässig Bilder von faulzahnigen, blutgeilen Zombies über die Bühne, die unter anderem mit den Porträts von Beate Zschäpe und […] eben auch von Beatrix von Storch sowie […] Hedwig von Beverfoerde gegengeschnitten werden.“ Das Gericht sah darin aber keinen Eingriff in die Menschenwürde und auch keine schwere Persönlichkeitsverletzung. Eine Gleichstellung mit Massenmördern wie dem Rechtsterroristen Breivik oder Neonazis erfolge durch die Verwendung der Bildnisse nicht. Soweit durch das Theaterstück das Persönlichkeitsrecht der Antragstellerinnen gemäß Art. 2 Abs. 1 Grundgesetz verletzt werde – wenn auch nicht in besonders schwerer Weise –, stehe das Recht auf Kunstfreiheit gemäß Art. 5 Abs. 3 Grundgesetz gegenüber. Im Rahmen der zu treffenden Abwägung gehe die Kunstfreiheit vor.

### Anzeigen der Polizei Köln und anderer wegen des Verdachts der Volksverhetzung
Die Polizei Köln wünschte anlässlich der Silvesterfeierlichkeiten 2017 per Twitter allen Bürgern ein frohes neues Jahr. Dafür wurden vier inhaltlich identische Tweets in den Sprachen Deutsch, Englisch, Französisch und Arabisch (in dieser Reihenfolge) veröffentlicht. Beatrix von Storch kommentierte unter dem Tweet mit arabischem Neujahrswunsch:

„Was zur Hölle ist in diesem Land los? Wieso twittert eine offizielle Polizeiseite aus NRW auf Arabisch. Meinen Sie, die barbarischen, muslimischen, gruppenvergewaltigenden Männerhorden so zu besänftigen?“

Die Polizei Köln erstattete daraufhin Strafanzeige gegen Beatrix von Storch wegen des Verdachts der Volksverhetzung (§ 130 Strafgesetzbuch [StGB]). Bei der Staatsanwaltschaft gingen „mehrere hundert“ weitere Strafanzeigen gegen von Storch ein. Twitter löschte den Tweet wegen Verstoßes gegen die Regeln des Unternehmens über Hass-Inhalte. Daraufhin wiederholte sie ihren Twitter-Eintrag und setzte den Inhalt auf Facebook ein mit dem Zusatz, dass sie „mit Blick auf Muslime nur diejenigen meine, wegen denen der Staat für Frauen Schutzzelte eingerichtet habe“. Die AfD brachte die Sperrung des Twitter-Accounts in Zusammenhang mit dem Netzwerkdurchsetzungsgesetz, das am selben Tag vollständig in Kraft getreten war. Nach Ansicht des Rechtswissenschaftlers Matthias Jahn erfüllte der Tweet nicht den Straftatbestand der Volksverhetzung. Er argumentierte, dass die Juristin und AfD-Abgeordnete sich bewusst an der Grenze des Zulässigen bewege. Die Staatsanwaltschaft Berlin stellte das Ermittlungsverfahren Mitte Februar 2018 ein. Für den Germanisten Heinrich Detering hat von Storch das „muslimisch“ zwischen „barbarisch“ und „gruppenvergewaltigend“ „so selbstverständlich eingeschoben, als gehöre es zum selben Begriffsfeld“.

### Verharmlosung der NS-Verbrechen
Im Dezember 2019 veröffentlichte von Storch einen Facebook-Beitrag, in dem sie den zeitgenössischen politischen Diskurs mit der Zeit der Machtergreifung der Nationalsozialisten verglich. Sie warf dem damaligen Justizminister Heiko Maas vor, ähnlich wie das nationalsozialistische Regime gegen „Unwahrheiten“ vorzugehen, und schrieb: „Es ist wieder soweit. Was 1933 als 'Unwahrheit' bekämpft wurde, heißt heute 'Fake'. Herr Maas, Sie können im 3. Reich einfach abschreiben.“

### Attacke gegen den VfL Osnabrück
Im Frühling 2018 attackierte Beatrix von Storch den Fußball-Drittligisten VfL Osnabrück für eine Kampagne „gegen Rechts“ mit den Worten „Liebe Honks vom VfL Osnabrück, könnt Ihr etwas präzisieren? Wer oder was genau ist ‚rechts‘? Und wann genau steht Ihr auf gegen ‚Links‘?“ Der Verein antwortete mit den Worten „Danke für die Reaktion, Beatrix von Storch, wir scheinen einen Nerv getroffen zu haben. Wir werten Ihre Beleidigung und den Inhalt Ihres Tweets als Kompliment und fühlen uns in unserer Haltung bestätigt.“ „Gegen Rechts“ stehe für „ein Zeichen gegen jegliche Art von Vorurteilen, Diskriminierung, Ausgrenzung, Rassismus, Extremismus, Fremdenfeindlichkeit, Hass, Gewalt und Homophobie“. Der VfL Osnabrück sagte von Storch außerdem im Falle einer Identifikation mit den Werten eine Zusendung eines Trikots der Aktion zu.

### Tweet anlässlich der Amokfahrt in Münster am 7. April 2018
Die Amokfahrt in Münster am 7. April 2018 kommentierte von Storch, als noch nichts über den Täter bekannt war, auf Twitter mit dem Merkel-Zitat „Wir schaffen das“ in Versalien und einem wütenden Emoticon, womit sie die Tat in Zusammenhang mit der Flüchtlingspolitik stellte. Bei der Amokfahrt waren vier Menschen getötet und zahlreiche weitere verletzt worden. Der Generalsekretär der CSU Markus Blume forderte sie daraufhin auf, ihr Bundestagsmandat aufzugeben. Auch der AfD-Vorsitzende Jörg Meuthen kritisierte sie. Vier Tage später entschuldigte sie sich dafür, die Tat einem Flüchtling zugeschrieben zu haben, und bezeichnete den deutschen Täter Jens R. nun als „Nachahmer islamischen Terrors“.

### Bundestagsrede vom 17. Februar 2022
In der Bundestagsdebatte zum Internationalen Frauentag 2022 kritisierte von Storch „fast alle“ Mitglieder des Parlaments als Anhänger einer Genderideologie. In dem Zusammenhang bezeichnete sie die Bundestagsabgeordnete Tessa Ganserer biologisch und juristisch als Mann. Wenn sie „Rock, Lippenstift, Hackenschuhe trägt, dann ist das völlig in Ordnung“. Doch dass Ganserer über die Frauenquote der Partei Bündnis 90/Die Grünen in den Bundestag einzog und als Frau geführt wird, sei rechtswidrig. Katrin Göring-Eckardt, Vizepräsidentin des Bundestags, forderte von Beatrix von Storch Respekt gegenüber der „Kollegin Tessa Ganserer“. Britta Haßelmann, Fraktionschefin der Grünen, nannte von Storchs Äußerungen „niederträchtig, bodenlos, […] homophob und zutiefst menschenverachtend“.

### Ordnungsgeld im Bundestag Juni 2024
Am 26. Juni 2024 wurde vom Bundestagspräsidium durch Vizepräsidentin Katrin Göring-Eckardt gegen von Storch ein Ordnungsgeld verhängt, weil sie sich in der „heutigen Aussprache in der Aktuellen Stunde [...] während der Rede der Abgeordneten Schönberger“ mit „Zwischenrufen [...] erneut herabwürdigend und respektlos über die Abgeordnete Ganserer geäußert“ habe, „obwohl sie in dieser Angelegenheit bereits mehrfach ermahnt wurde und Ordnungsrufe erhalten hat. Sie hat damit bewusst und in einem nicht nur geringfügigen Maße gegen die parlamentarische Ordnung und Würde verstoßen. Ich setze namens und im Auftrag von meiner Kollegin Vizepräsidentin Pau gegen die Abgeordnete von Storch daher ein Ordnungsgeld fest.“ Pau hatte nach Schönbergers Rede darauf hingewiesen, „dass ich mir die gesamte Debatte, die verbalen und protokollierten nonverbalen Äußerungen – nicht nur die, die vom Redepult kommen, sondern auch die, die aus dem Rund kommen – ansehe und mir vorbehalte, sollte es Bemerkungen gegeben haben, die Kolleginnen und Kollegen herabsetzen oder sonst in irgendeiner Weise diskriminieren, das auch nachträglich entsprechend zu würdigen.“ Näheres zu den beanstandeten Zwischenrufen teilte Göring-Eckardt nicht mit. Als einzige Äußerung Storchs zu Ganserer während der Rede Schönbergers ist im Protokoll der Ausruf des ursprünglichen, 2019 ohne förmliche Namensänderung abgeänderten Vornamens Ganserers festgehalten.
Ordnungsgelder werden vom Bundestagspräsidium nur sehr selten verhängt, meist erfolgt lediglich ein Ordnungsruf. Am 29. Juni 2024 reichten die Koalitionsfraktionen SPD, Bündnis 90/Die Grünen und FDP den Antrag ein, in der Geschäftsordnung des Deutschen Bundestages „jegliche beleidigenden oder diskriminierenden, insbesondere rassistischen oder sexistischen Äußerungen oder Verhaltensweisen“ zu untersagen, das für eine „Verletzung der Ordnung oder der Würde des Bundestages“ vorgesehene Ordnungsgeld auf 2.000 Euro, im Wiederholungsfall 4.000 Euro zu verdoppeln und es nach drei Ordnungsrufen innerhalb von drei Sitzungswochen zwingend vorzuschreiben. Die erste Lesung im Plenum des Bundestages am 3. Juli 2024 endete mit der Überweisung an den zuständigen Ausschuss. Zu einer Entscheidung kam es bis konstituierenden Sitzung des 21. Bundestags am 25. März jedoch nicht. In dieser wurde abermals die Überweisung an den Ausschuss für Wahlprüfung, Immunität und Geschäftsordnung beschlossen.

## Schriften
- mit Sven von Storch, Botho Graf zu Eulenburg: Göttinger Kreis – Studenten für den Rechtsstaat e. V. In: Bruno J. Sobotka (Hrsg.): Wiedergutmachungsverbot? Die Enteignungen in der ehemaligen SBZ zwischen 1945 und 1949. v. Hase & Koehler, Mainz 1998, ISBN 3-7758-1369-1, S. 610–613.